# Clauzetto
Clauzetto (friuli nyelven Clausêt) település Olaszországban, Friuli-Venezia Giulia régióban, Pordenone megyében. Lakosainak száma 369 fő (2023. január 1.). Clauzetto Castelnovo del Friuli, Pinzano al Tagliamento, Vito d’Asio és Tramonti di Sotto községekkel határos.

## Népesség
A település lakossága az elmúlt években az alábbi módon változott:
| Lakosok száma | 372  | 380  | 369  |
|               | 2017 | 2018 | 2023 |